# Тыретский район
Тыретский район — район, существовавший в Иркутской области РСФСР. Образован указом Президиума Верховного Совета РСФСР 7 февраля 1945 года путём выделения из территории Заларинского района.
К 1 января 1948 года район включал 11 сельсоветов: Андреевский, Больше-Заимский, Веринский, Моисеевский, Рудниковский, Тагнинский, Тыретский 1-й, Тыретский 2-й, Ханжиновский, Хор-Тагнинский и Шерегул-Сачковский.
В районе издавалась газета «За высокий урожай».
17 апреля 1959 года Тыретский район был упразднён, а его территория передана в Заларинский район.